# Payé (serie de televisión)
Payé es una miniserie de drama y fantasía argentina compuesta por ocho capítulos que narra la historia de diversos personajes de la mitología del Litoral argentino.
Fue realizada en el marco del Plan Operativo de Fomento a la Producción de Contenidos para la TV Digital de la República Argentina tras obtener el primer premio en la categoría "Series de Ficción Federal Región Noreste (NEA)" en el año 2011. Los ocho episodios fueron rodados íntegramente en las provincias de Chaco y Corrientes e interpretados por más de setenta actores locales. La miniserie fue realizada por la productora Payé Cine y auspiciada por la Presidencia de la Nación, la Televisión Digital Abierta, el Ministerio de Planificación Federal, el Consejo Asesor, INCAA y UNSAM. También obtuvo colaboración de la Municipalidad de Corrientes, la Municipalidad de La Verde (Chaco) y el Instituto de Cultura de la Provincia del Chaco.
La serie tuvo su estreno limitado el 14 de agosto de 2012 en el cine Guido Miranda de Chaco, sin embargo, tuvo su estreno oficial en televisión abierta el 31 de mayo de 2013 en Canal 9 de Resistencia.

## Sinopsis
Payé es una miniserie fantástica de mitos y leyendas protagonizada por seres mágicos del Litoral Argentino que, según afirman los nativos guaraníes, han divagado por estas tierras desde tiempos inmemoriales y que, por diversos motivos, retornan en la actualidad. La narrativa se estructura a partir de ocho capítulos de carácter auto conclusivo, cada uno de los cuales relata diferentes historias míticas y legendarias de la región, como El Pombero, Las ánimas de la guerra con el Paraguay, El san la muerte, Las Póras o El Cambacito del agua, entre otros.

## Episodios

### Yasí y el cambacito del agua
Yasí, una alegre niña correntina, juega día a día en el río con un amigo que sólo ella puede ver: el Cambacito. Siete años después, su padrastro la entrega a una red de prostitución infantil, de la cual será rescatada por los poderes extraordinarios de su amigo incondicional. A lo largo del episodio, se va narrando la leyenda del Cambacito del Agua, el espíritu de un niño que fue asesinado por su patrón y que hoy vuelve para ayudar a los inocentes y vengarse de los opresores.

### El entierro
Desde hace muchos años, el ánima de un soldado de la guerra contra el Paraguay (Guerra de la Triple Alianza) deambula por los montes sin poder descansar en paz protegiendo viejos tesoros escondidos. Al encontrar a Zequi, un joven que a diario recorre los montes, le pide una cristiana sepultura. Sin embargo, El Piojo, un hombre ambicioso que quiere desenterrar aquellos tesoros para hacerse millonario, intenta impedir la sepultura, obligando al ánima del soldado a hundirlo en las espesuras del monte hasta la eternidad.

### Cirilo Miranda y el San la Muerte
Cirilo Miranda, tallador de San La Muerte, es un preso de la cárcel de Corrientes. Un día lo visita Julia, una hermosa mujer que busca un San la Muerte tallado en plomo de bala, una reliquia muy peligrosa pero generadora de esperanzas y capaz de proteger durante la eternidad a quien lo lleve consigo. Pero esta pieza tan poderosa será obsequiada a Chivo, el joven compañero de celda y colaborador en la talla de Don Cirilo Miranda, al recuperar la libertad. En este escenario, se desata una trágica disputa por el San la Muerte entre Julia, El Chivo y El Jacaré, quien fuera el responsable del encarcelamiento del joven.

### La sirena y el pescador
Javi, un joven pescador del Paraná, va con su bote hacia una isla peligrosa en busca de un dorado gigante y colorido que recuerda haber visto en su infancia. Allí, se enamora de una bella mujer, quien no lo dejará ir jamás arrojándolo a las aguas para que viva eternamente con ella.

### Mascadita
José, un joven acordeonista que vive en un pueblo perdido del interior de Corrientes, desea formar parte de un grupo importante de chamamé. Antes de pasar por una prueba de aceptación, se encomienda y realiza un pacto con el Pombero o Mascadita, un duende mítico, amistoso pero también terriblemente cruel, quien ―a cambio de prestarle su ayuda― exige al joven el mayor de los sacrificios.

### El Señor de la paciencia
Don Enrique, un maduro patrón de estancia, está fascinado con Rosilda, una de sus criadas. Utilizando todas sus influencias, don Enrique le echa el peso de la ley encima a Hilario, el novio de Rosilda, que comienza a ser hostigado por la policía del lugar sin haber cometido ningún delito. Cuando la policía cree haber matado al joven, no puede encontrar su cadáver. En todo el pueblo se corre la voz de que el muchacho tendría adentro de su cuerpo un San La Muerte que lo vuelve inmortal, y que pronto regresará a rescatar a su amada.

### Cuando andaba Mate Cosido
El Chino es un joven a quien le encargan un robo de un camión de caudales. En su camino, conoce a un antiguo integrante de la banda del mítico gaucho rebelde Mate Cosido. Este viejo hombre le enseña al joven muchos de los secretos para realizar el atraco. Además el Chino comprenderá quién fue Mate Cosido, aquel legendario gaucho que tampoco los dejará solos en esta aventura.

### El acecho de la Pora
Una familia de cazadores campesinos es inexplicablemente atacada por las Poras, míticas ánimas del monte que protegen a los animales de la deprecación del ser humano.

## Producción y equipo técnico
- Guion y dirección: Camilo Gómez Montero (Capítulos 1, 3, 5, 7 y 8).
- Guion y dirección: Lisandro Moriones (Capítulos 2, 4 y 6).
- Producción integral: INCAA- TDA- PAYÉ cine
- Producción general: Camilo Gómez Montero
- Producción ejecutiva: Juan María Richieri
- Asistencia de dirección: Luciano Ciminieri y Lisandro Moriones
- Dirección de fotografía: Luciano Vercesi
- Jefe de producción: José Arnaldo Gómez
- Asistentes de producción: Verónica Silberman, y Eugenio Romero
- Cámaras: Facundo López y Luciano Vercesi
- Asistente de cámara: José Luis Petu Álvarez
- Eléctricos: Javier Isidro Aguirre, Javier Guillermo Bruja Cuenca
- Dirección de arte: Cecilia Orsini
- Asistentes de arte: Marina Hernalz, Eugenio José Gómez
- Vestuario y maquillaje: Karina Rufino
- Montaje: Martín Ladd, Emanuel Rochas
- Dirección de sonido: DANIEL IBARRART
- Sonido directo: Juan Musante
- Diseños: Luciano Ciminieri
- Contaduría: Sebastián Fabiani

## Reparto (por orden alfabético)
- Agostina Paola Casavecchia
- Alan Guillén
- Alberto Molina
- Alineé Godoy Prats
- Ángel Quintela
- Aníbal Maldonado
- Argentino Miño
- Aroldo Wenks
- Camila Díaz
- Carlos Barrios
- Carlos Montero
- Cecilia Blanco
- Chino Chávez
- Ciprián Hernández
- Dalma Nerea Leguiza
- Danila Jovanovich
- Dante Cena
- Diego Frette
- Diego Serrano
- Dorita Romero
- Eduardo Gómez
- Eduardo Schanton
- Ema Chamorro
- Emmanuel Arancibia
- Felipe Schanton
- Fernando Gómez
- Horacio Fernández
- Javier Aguirre
- Jorge Patiño
- José Arnaldo Gómez
- Juan Rey Centurión
- Julio Cáceres
- Karen Demicheli
- Karina Orlando
- Laura González Foutel
- Liliana Pereyra
- Luciano Rebollo
- Luís Ángel Llarens
- Manuela Pérez Ferro
- Marcelo Andrés Romero
- María Belén Majul
- María Belén Mothe
- María Esther Aguirre
- María Eugenia Richieri
- Mariana Ruíz Díaz
- Mariana Sol Navas
- Marilín Toribio
- Mario Silva
- Matías Pisers
- Melisa Spina
- Milagros Ferreira
- Nelson Fernández
- Nicolás Cáceres
- Ramón Moncho Machuca
- Raúl Junco
- Rodolfo Fito Pérez
- Rubén Barboza
- Santino Elías
- Sergio Benítez
- Valentina Balbi
- Varinia María Gómez
- Verónica Silberman
- Víctor Alberto Ortovski
- Walter Agüicho Moreno
- Walter Carbonell
- Yamila Jiménez.